# دراج ناتالی
دراج ناتالی (نام علمی: Pternistis natalensis) نام یک گونه از سرده دراج‌های کبکی است.